# 到达时间差
到达时间差（Time Difference of Arrival，缩写TDOA）是一种无线定位技术。

## 简介
TDOA（到达时间差）是通过检测信号到达两个基站的时间差来确定移动目标的位置，只需要基站之间进行时间同步，而没有目标和基站之间的时间同步要求。采用三个不同的基站可以测到两个TDOA，移动站位于两个TDOA决定的双曲线的交点上。
该定位技术可应用于各种移动通信系统，尤其适用于CDMA系统，CDMA系统用扩频方式将信号频谱扩展到很宽的范围，使系统具有较强的抗多径能力。CDMA属非功率敏感系统"信号衰减对时间测量的精度影响较小。TDOA法优点之一是:当计算TDOA值时，计算误差对所有的基站是相同的且其和为零，这些误差包括公共的多径时延和同步误差。 但由于功率控制造成离服务基站近的移动台发射功率小，使得与服务基站相邻的参与定位的另一基站接收到的功率非常小（即相邻基站的SNR太小），造成比较大的测量误差。
TDOA定位方法应该与以下方法区分开来：
- 三边测量法（英语：Trilateration）。通过测量目标到三个或三个以上的基站的距离，运用几何原理求解目标位置。
- 三角测量法（英语：Triangulation）。通过测量目标与固定基准线上的基站的角度确定目标位置，而不直接测量距离。
- 方向测量（英语：Direction_finding）。只测量目标相对基站方向，不测量距离。

## 算法
TDOA算法是对TOA算法的改进，他不是直接利用信号到达时间，而是用多个基站接收到信号的时间差来确定移动台位置，与TOA算法相比他不需要加入专门的时间戳，定位精度也有所提高。TDOA值的获取一般有2种形式：
第1种形式是利用移动台到达2个基站的时间TOA，取其差值来获得，这时仍需要基站时间的严格同步，但是当两基站间移动信道传输特性相似时，可减少由多径效应带来的误差，如图3所示。
根据到达时间差获得的TDOA方程为：
{\displaystyle {\begin{aligned}&{\sqrt {(x-x_{1})^{2}+(y-y_{1})^{2}}}-{\sqrt {(x-x_{3})^{2}+(y-y_{3})^{2}}}\\=\,&c(t_{1}-t_{3})\\&{\sqrt {(x-x_{2})^{2}+(y-y_{2})^{2}}}-{\sqrt {(x-x_{3})^{2}+(y-y_{3})^{2}}}\\=\,&c(t_{2}-t_{3})\end{aligned}}}
TDOA算法
第2种形式是将一个移动台接收到的信号与另一个移动台接收到的信号进行相关运算，从而得到TDOA的值，这种算法可以在基站和移动台不同步时，估计出TDOA的值，由于实际应用中，往往很难做到基站与移动台的同步，所以利用相关估计得到TDOA值，再进行定位计算能获得较高精度。对于蜂窝网中的移动台定位而言，TDOA更具有实际意义，这种方法对网络的要求相对较低，并且定位精度较高，目前已经成为研究的热点。

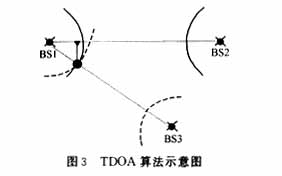
TDOA示意图